# San Giuseppe Vesuviano
San Giuseppe Vesuviano és un municipi italià, situat a la regió de Campània i a la Ciutat metropolitana de Nàpols. L'any 2004 tenia 27.966 habitants.